# Cardiologia
La cardiologia è la branca della medicina interna che si occupa dello studio, della diagnosi e della cura (farmacologica e/o invasiva) delle malattie cardiovascolari acquisite o congenite. Chi si occupa di tale branca della medicina, come medico specialista, viene chiamato cardiologo.
La cardiologia è una disciplina che negli anni più recenti si è molto evoluta e al suo interno si sono sviluppate specialità come l'emodinamica e l'elettrofisiologia.
Va inoltre segnalato che il miglioramento terapeutico medico e chirurgico delle cardiopatie congenite ha permesso la sopravvivenza di numerosi bambini che, diventati adulti, hanno determinato il crearsi di una nuova branca della cardiologia dedicata ai cardiopatici congeniti adulti.
Oltre che della cura delle malattie cardiovascolari, scompenso cardiaco, anomalie del ritmo, il cardiologo si occupa della prevenzione cardiovascolare e della riabilitazione del paziente sottoposto ad intervento di rivascolarizzazione, sia esso cardiochirurgico che di angioplastica percutanea.
Le malattie cardiovascolari sono ancora la prima causa di morte al mondo (50% del totale dei paesi sviluppati e 25% nei paesi in via di sviluppo). Fra le malattie cardiache più diffuse ritroviamo l'angina stabile da sforzo, l'angina instabile e l'infarto del miocardio.

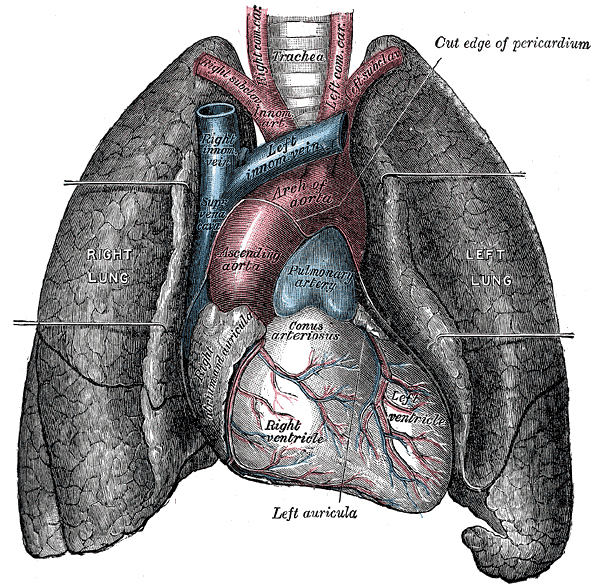
Il cuore: ubicazione

Il cuore: composizione

Battito cardiaco

## Storia

### Periodo greco-romano

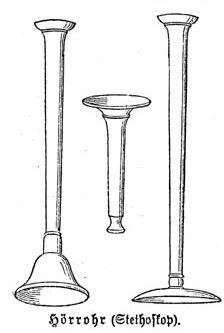
I primi stetoscopi

Gli esseri umani hanno ritenuto il cuore da molto tempo come un organo particolarmente vulnerabile, fino dai tempi dell'era della pietra. I cinesi, i greci e i romani hanno dedicato molta attenzione all'attività meccanica del cuore ed al suo impulso. Anche i principali filosofi antichi si sono dedicati allo studio della fisiologia cardiaca: Platone affermava che, mentre il fegato forniva le premesse, il cuore ed il cervello erano il presupposto necessario per la vita umana; Aristotele affermava che il cuore era fonte di calore e di vita. Seneca nelle sue lettere aveva descritto per primo un esempio di angina pectoris, anche se è ancora discusso se invece la sua descrizione potesse essere ricondotta ad un episodio di infarto miocardico. I dolori provenienti dal petto e persino il termine angina si trovano anche nei testi di Ippocrate, ma probabilmente si trattano di aggiunte fatte in epoche successive.
Erofilo e Erasistrato fecero molte scoperte nel campo della cardiologia anatomica anche grazie alla loro tecnica di dissezione umana: il secondo, ad esempio, scoprì l'esistenza delle valvole cardiache; Diocle fece importanti scoperte per quanto riguarda la pressione del sangue nei ventricoli e Prassagora la differenza fra vene e arterie.

### Periodo medievale
Nell'epoca medioevale si pensava che il cuore fosse il generatore delle passioni, ma anche che spiriti maligni potessero impossessarsi di tale organo, creando in questo modo le malattie cardiache. In questa epoca vi erano famosi studiosi, quali Galeno e Avicenna, dove il secondo affermava che il cuore delegasse ad altri organi diversi i propri compiti, ma il primo era contrario alle idee dell'altro.

### Periodo moderno
L'inizio della moderna cardiologia può essere datato verso il 1628, quando il medico inglese William Harvey ha pubblicato la sua scoperta sull'apparato circolatorio. Nel 1733 l'inglese Stephen Hales aveva utilizzato per primo una terapia invasiva per misurare la pressione sanguigna.

## Fisiologia cardiaca
Il cuore di solito è definito come un muscolo involontario perché il suo funzionamento non viene comandato dall'individuo, prova è che durante il sonno il cuore continua il suo lavoro, ma tale definizione non è esatta. Le emozioni ed il controllo su di esse possono aumentare o diminuire il battito cardiaco, e quindi avere in parte un controllo sul muscolo rendendolo sensibile alle sollecitazioni della bilancia simpatico-mimetica (equilibrio tra stimolazione simpatica e vagale).
- Ciclo cardiaco, ovvero il continuo succedersi di contrazioni, definite sistole e i relativi rilasciamenti, chiamati diastole.[10] Il processo è il seguente: il sangue venoso arriva dalle vene cave nell'atrio destro e passa al ventricolo destro; poi viene sospinto attraverso la valvola polmonare, durante la sistole, nei polmoni dove libera l'anidride carbonica attraverso gli scambi gassosi alveolari e si arricchisce di ossigeno, quindi viene convogliato nelle vene polmonari e nell'atrio sinistro e quindi nel ventricolo sinistro, dove viene infine spinto nell'aorta durante la sistole e si diffonde in tutto il corpo, tale processo si ripete sino al termine della vita di ogni individuo.

## Malattie cardiovascolari
Le patologie cardiologiche vengono genericamente raccolte sotto il termine di cardiopatia e si distinguono a seconda della sede colpita.

### Malattie coronariche
- Aterosclerosi: è una malattia a patogenesi multipla, dove il processo infiammatorio colpisce le arterie di grande e medio calibro; interessa tutti i distretti e a seconda della sede di occlusione acuta avremmo ictus cerebri, infarto miocardico, infarto intestinale, arteriopatia obliterante periferica e così via.

#### Sindrome coronarica acuta
Sotto il nome di sindrome coronarica acuta si ritrovano l'infarto e le forme di angina:
- Infarto miocardico acuto
- Angina instabile
- Angina di Prinzmetal

### Malattie del “muscolo” cardiaco
- Cardiomiopatia: ipertrofica, con ispessimento del muscolo cardiaco, e dilatativa, con aumento dei volumi delle camere ventricolari e l'assottigliamento delle pareti cardiache. Queste cardiomiopatie possono portare all'Insufficienza cardiaca, conosciuta anche come scompenso cardiaco
- Miocardite: in genere di origine virale

### Malattie delle valvole cardiache
Tali malattie rientrano sotto il nome generico di valvulopatie, sono per la maggioranza, anomalie congenite o derivate riguardanti insufficienze o restrizioni (stenosi) delle valvole:
- Endocardite: gravissima infezione delle valvole native, acquisita in corso di patologie infettive
- Coartazione aortica: semplice e localizzata, si tratta di restringimenti congeniti dell'arco aortico.
- Anelli vascolari: costituiscono un insieme di malformazioni dell'arco aortico o dell'arteria polmonare che influiscono anche su trachea ed esofago[11].
- Stenosi aortica
- Stenosi mitralica congenita
- Stenosi della tricuspide congenita
- Stenosi polmonare congenita
- Insufficienza aortica congenita
- Insufficienza mitralica congenita
- Insufficienza tricuspidale congenita
- Insufficienza polmonare congenita

La stenosi e l'insufficienza valvolare possono essere congenite, ma più spesso nella pratica clinica si incontrano le alterazioni degenerative delle cuspidi e le malformazioni legate ai depositi di calcio, che intervengono nelle età più avanzate.

### Malattie del pericardio
- Pericardite: in genere virale. È l'infiammazione dei foglietti pericardici.
- Tamponamento cardiaco: è legato all'infiammazione del pericardio, che trasuda del siero e si accumula nella cavità pericardica. Viene in genere riassorbito con l'uso dei farmaci, ma se questo non avvenisse, si rimuoverebbe con una procedura chiamata "pericardiocentesi"

### Malattie della conduzione cardiaca
In tale definizione rientrano tutte le aritmie, dove si riscontra un'alterazione della frequenza cardiaca e i disturbi di conduzione veri e propri. Alcune aritmie possono rientrare nella fisiologia del ritmo cardiaco, altre possono indicare la possibilità di patologie vere e proprie.
Il ritmo sinusale normale viene definito tachicardia se supera i 100 battiti al minuto e bradicardia se è inferiore ai 60 battiti al minuto.
Le alterazioni del ritmo o aritmia vera e propria, sono abbastanza frequenti nella popolazione generale. Le più comuni sono:
- fibrillazione atriale
- flutter atriale
- tachicardia parossistica sopraventricolare
- ectopie atriali e ventricolari isolate

### Malattie dei vasi
- Aneurisma
- Ipertensione arteriosa
- Trombosi
- Ischemia miocardica
- Embolia polmonare
- Ipertensione polmonare

### Malattie congenite
- Tetralogia di Fallot
- Difetti del setto interatriale
- Trasposizione dei grossi vasi
- Dotto di Botallo
- Destrocardia
- Difetti del setto interatriale
- Difetti del setto atrioventricolare
- Difetti del setto interventricolare isolato
- Atresia della tricuspide
- Atresia polmonare a setto intatto
- Atresia polmonare con difetto interventricolare
- Sindrome del cuore sinistro ipoplasico
- Anomalia di Ebstein

- Brionite

### Tumori del cuore
Nell'incidenza negli studi autoptici, la percentuale di tumori che coinvolgono il cuore è vicina allo zero, mentre più diffuso è lo sviluppo di metastasi da tumori primitivi in altri organi, che possono produrre malfunzionamenti del cuore.
L'ecocardiogramma è di grande ausilio nel riconoscimento e isolamento di queste lesioni secondarie. Fra i tumori primitivi del cuore si annovera il mixoma, che raggiunge da solo il 50% di tutte le forme tumorali. La percentuale estremamente bassa dei tumori cardiaci è relativa all'attività incessante dell'organo, che non permette il facile "attecchimento" e sviluppo delle cellule neoplastiche. Fra i tumori del cuore ritroviamo:
- Angiosarcoma
- Emangioma
- Fibroelastoma papillare: comuni alle valvole cardiache.
- Fibroma: tumori benigni del tessuto connettivo, hanno un'incidenza notevole su bambini e giovani.
- Leiomiosarcoma
- Linfoma
- Lipoma e la sua forma maligna liposarcoma.
- Mesotelioma del nodo AV
- Mixoma
- Osteosarcoma
- Rabdomioma: i più frequenti nei neonati entro il loro primo anno di età[14].
- Sarcoma neurogenico
- Sarcoma sinovale
- Teratoma: altro tumore tipico nei bambini, anche se di manifestazione rara nel cuore.

## Arresto cardiaco
L'arresto cardiaco è l'evento più drammatico che possa colpire un individuo e che, se non trattato, può condurre a morte entro pochi minuti. L'arresto avviene quando il cuore smette di battere sia perché il segnapassi naturale si ferma, sia perché le elevatissime frequenze (vedi la fibrillazione ventricolare) non permettono la normale contrazione cardiaca e vi è un arresto nella distribuzione del flusso sanguigno al resto del corpo e per primo al cervello. Da tale momento si hanno pochi minuti per cercare di farlo "ripartire", per recuperare la circolazione cerebrale, con tentativi di rianimazione manuale e lo shock elettrico erogato attraverso la defibrillazione,. Il problema del tempo è correlato non tanto al recupero del muscolo cardiaco ma all'ossigenazione cerebrale in quanto i neuroni hanno una resistenza all'anossia molto limitata. Durante gli interventi di cardiochirurgia si usa la circolazione extracorporea che permette di fermare il cuore, portandolo a temperature molto basse, per un periodo di tempo sufficiente all'esecuzione dell'intervento, assicurando nel contempo la circolazione nel resto dell'organismo.

## Sintomi e segni clinici
- I sintomi sono tutto ciò che viene riferito dalla persona;
- I segni clinici vengono evidenziati dai medici attraverso la visita cardiologica e la valutazione degli esami.

### Principali
- Dispnea, mancanza di respiro molto fastidiosa[16], che varia di intensità fino a diventare tanto grave da rendere la normale attività di respirazione molto difficile.[17][18] Nelle persone affette da scompenso cardiacocronico tale sintomo è espressione di aumentata pressione venosa e capillare polmonare.
- Dolore toracico, è il sintomo più frequente che porta un soggetto alla valutazione cardiologica. Normalmente viene descritto come un "peso" o un "dolore" retrosternale, a volte irradiato al braccio sinistro o alla gola, che può essere associato anche a forme diverse dall'angina nota, come l'ischemia miocardica in assenza di necrosi, dell'angina "variante" di Prinzmetal[19][20]
- Cianosi, che può essere di origine "centrale" o "periferica" è un segno clinico caratteristico di alcune malattie cardiache (cianosi centrale negli shunt cardiaci) o polmonari (cianosi periferica nei broncopneumopatici). Si tratta di una colorazione bluastra della cute, spesso accompagnata dalle alterazioni del letto ungueale, causata da un'alterata ossigenazione del sangue.[21][22]
- Sincope cardiaca, lo svenimento per cause cardiache è di relativa rapida insorgenza: la perdita di coscienza nella stenosi aortica è provocata dallo sforzo e può essere repentina, ma la sincope causata, per esempio dalla vasodilatazione cutanea da elevata temperatura, dà in genere dei sintomi premonitori e per tale motivo, può essere evitata con alcuni accorgimenti.[23]
- Palpitazione, fra i sintomi più comuni. La persona avverte il proprio battito cardiaco e ne ha una percezione fastidiosa: può essere descritta in vari modi, sia come veloce pulsazione al torace ma anche pulsazione al collo, può essere regolare o irregolare...[24][25]
- Edema, la cui localizzazione risulta utile ai medici per comprenderne le cause,[26] è un aumento del liquido interstiziale localizzato nei tessuti all'esterno dei vasi sanguigni e delle cellule. L'edema di origine cardiaca solitamente si presenta alle caviglie e solo raramente arriva ad interessare tutta la gamba sino agli organi genitali (in tal caso di parla di edema anasarcartico ed è, ovviamente, di notevole gravità)

### Secondari
- Tosse un sintomo comune in moltissime patologie anche non cardiache, viene definita come quell'atto di espirazione esplosiva utile a ripulire le secrezione e i corpi estranei all'organismo,[27] è causata da varie malattie infettive, fra quelle cardiologiche ritroviamo l'edema polmonare e l'ipertensione venosa polmonare
- Emottisi, ovvero l'emissione di sangue dalla bocca. Molte sono le cause che possono portare a tale manifestazione, un'adeguata anamnesi spesso riesce a comprendere quale sia quella corretta.[28]
- Astenia
- Nicturia
- Anoressia
- Nausea
- Vomito
- Febbre
- Brividi

## Esame obiettivo
L'esame obiettivo in cardiologia è un esame fisico della persona fatta dall'esaminatore (cardiologo) usando tatto, vista e udito, per cercare eventuali segni patognomonici di malattia o segni anomali. Nonostante le più moderne scoperte e tecnologie, rimane sempre uno degli esami essenziali in cardiologia.

### Vista
In cardiologia uno sguardo generale al corpo può risultare essenziale per diagnosticare la malattia, ad esempio l'osservazione degli arti può far comprendere di trovarsi di fronte alla sindrome di Holt-Oram, (un difetto cardiaco). Oltre all'ispezione del torace, si osservano anche gli occhi, gli arti, il capo, le mani e piedi.

### Tatto
Tramite il tatto i cardiologi riescono a comprendere moltissimo e per questo vengono addestrati all'uso delle parti più sensibili delle mani. Importanti informazioni le si ottengono studiando il polso venoso giugulare e il polso arterioso radiale, il cui controllo viene di solito preferito al polso carotideo.

### Udito

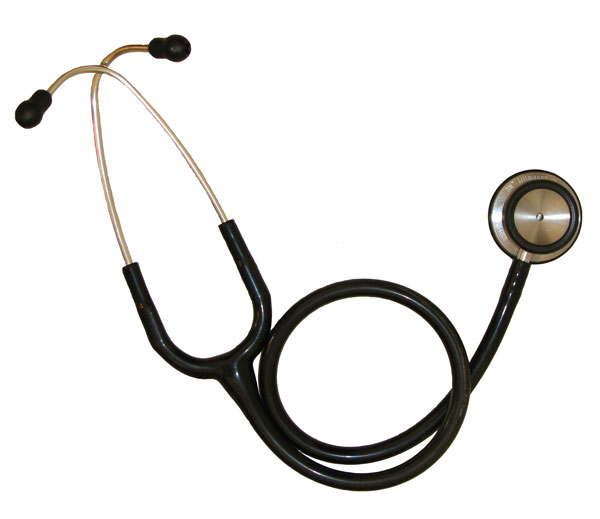
Un moderno Stetoscopio

L'udito i cardiologi lo usano nell'esame obiettivo attraverso i loro strumenti tipici:
- Fonendoscopio, derivante dall'antico stetoscopio, è il mezzo con cui i cardiologi auscultano il cuore. I più moderni fonendoscopi permettono di poter scegliere se utilizzare il diaframma (da usare per ascoltare le frequenze medio-alte) o la campana (da usare per sentire soltanto frequenze basse e molto basse).[32]
- Sfigmomanometro, strumento che è in grado di rilevare la pressione sanguigna minima (diastolica) e quella massima (sistolica), che si avvale dell'ausilio di un fonendoscopio, bloccando momentaneamente il flusso sanguigno nell'arteria branchiale. Vi sono diverse misure del bracciale per evitare misurazioni inesatte, se il braccio risultasse troppo grande o troppo piccolo.[33]

## Esami
Come in tutte le branche mediche, ritroviamo in cardiologia una notevole quantità di esami o test che vengono normalmente suddivisi in invasivi e non invasivi, a seconda che vengano utilizzate apparecchiature che necessitano di un accesso venoso o arterioso del paziente, oppure possano essere valutati approcci esterni alla persona (pensate all'angiografia nel primo caso e all'ecocardiogramma nel secondo caso).
L'anamnesi non si può definire un esame medico, ma grazie alle informazioni raccolte risulta essere il primo insostituibile approccio al paziente, per orientarsi sulla possibile diagnosi e scegliere così quali esami richiedere.

### Esami non invasivi

ECG: il principio del suo funzionamento

#### Elettrocardiografia
L'elettrocardiografia o elettrocardiogramma o anche denominato per via della sua sigla semplicemente ECG, esame che si è evoluto continuamente negli ultimi due secoli, ha lo scopo di rappresentare in veste grafica gli impulsi elettrici generati dal cuore, tenendo conto del fattore tempo. Il primo trattato di elettrocardiografia italiano, che getta le basi dell'interpretazione clinica dell'ECG, valide ancora oggi, è stato pubblicato nel 1948 da Daniele Sibilia.
Oltre alla sua forma classica esiste anche l'elettrocardiografia dinamica ambulatoriale, detta anche "Holter", un esame che registra l'ECG per 24/48 ore (esistono dei registratori di ultima generazione, che attraverso una normale card, possono registrare sino a sette giorni) e che viene utilizzato per ricercare la registrazione di un sintomo, in genere la palpitazione, e scoprirne le cause.

#### Ecocardiografia
L'ecocardiografia, ovvero l'ecografia del cuore è un gruppo di tecniche che si basano sull'emissione di ultrasuoni nell'intervallo di frequenza fra 2 e massimo 10 MHz. L'esame riesce ad esprimere in frequenza l'onda di pressione, facendo apparire il tutto su uno schermo che il cardiologo osserva mentre effettua l'esame. L'insieme di esami sono composti da:
- Ecocardiografia basale
- Ecocardiografia con mezzo di contrasto, esame di recente diffusione, con diverse funzioni e di utilizzo soprattutto per studiare la perfusione miocardica.[38]
- Ecocardiografia transesofagea. Le immagini che si ottengono attraverso l'uso dei cosiddetti ETE (acronimo inglese per indicare in italiano le sonde ecocardiografiche transesofagee) sono standardizzate per permettere uno studio uniformato.[39] Tale esame si effettua inserendo in esofago attraverso la bocca del paziente una sonda dotata di un trasduttore ad ultrasuoni.
- Ecocardiografia prenatale
- Ecocardiografia perinatale
- Ecocardiografia da sforzo (o da stress) è l'esame che si effettua in costante monitoraggio sia prima che durante e dopo uno sforzo a cui la persona viene sottoposta, molto utile per comprendere la provenienza del dolore toracico, sintomo evidenziato dai pazienti. Se la persona non può effettuare alcun sforzo di carattere fisico si incorre allora in uno stress indotto da determinati farmaci quale la dobutamina e il dipiridamolo. Tale esame è utilizzato anche per valutare in generale la prognosi[40] e su persone dopo un evento di infarto per comprendere la vitalità cardiaca.[41]

Esiste inoltre l'ecografia Doppler che può essere effettuata anche su vene (Doppler venoso) e arterie (Doppler arterioso) in modo da permettere lo studio delle stesse e del flusso di sangue al loro interno.

#### Altri esami

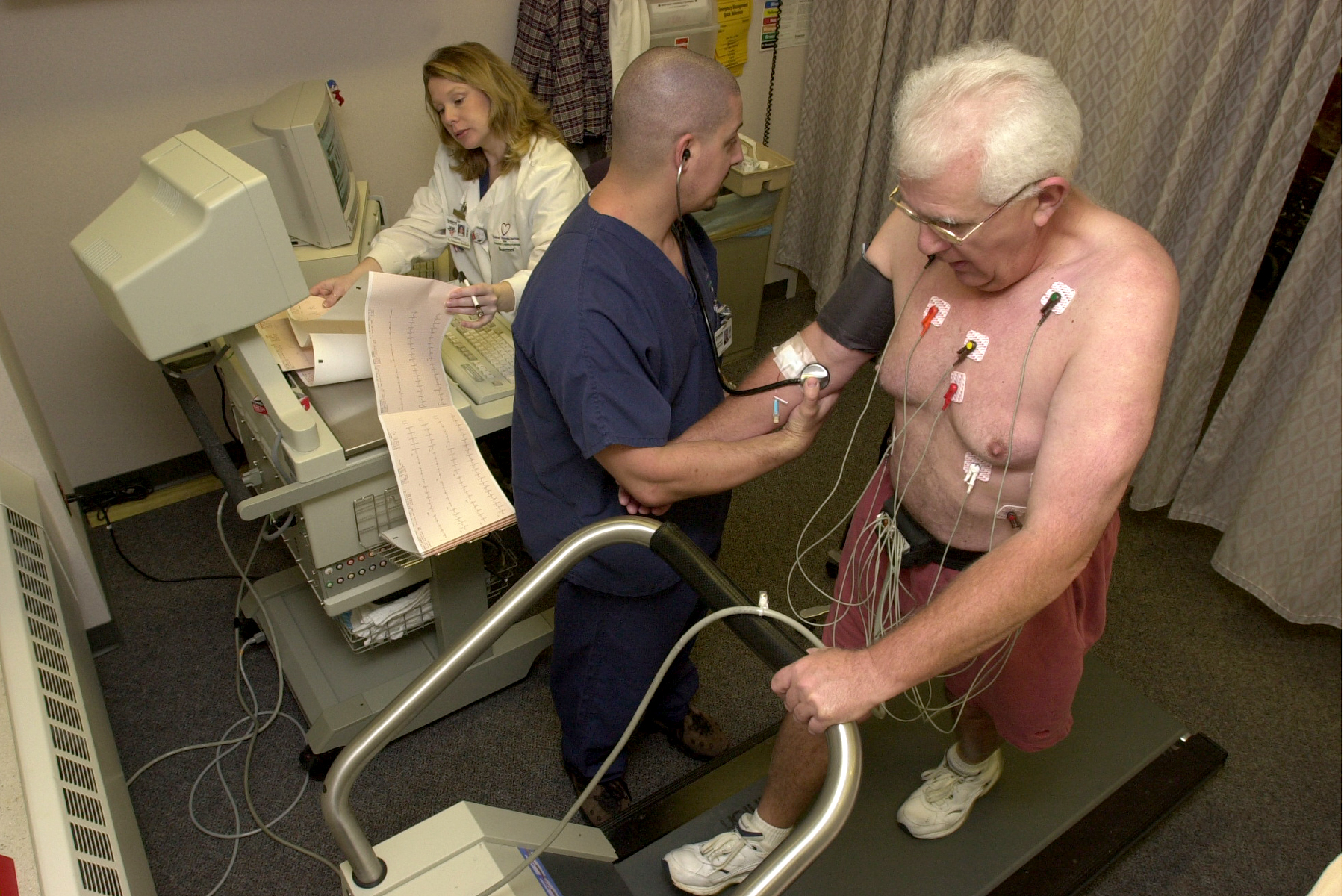
Test da sforzo

- Radiografia del torace, è stato uno dei primi esami ad essere utilizzato nel campo della cardiologia,[42] consiste nell'immissione di raggi x verso il torace della persona, le proiezioni necessarie possono essere una o più. I raggi x vengono creati inducendo una corrente elevata con cui si generano elettroni diretti verso il metallo
- Test da sforzo
- TAC cardiaca

- Scintigrafia cardiaca, o Imaging cardiaco con radionuclidi.
- Risonanza magnetica cardiaca
- Monitoraggio pressione arteriosa

### Esami invasivi
- Cateterismo cardiaco
- Angiografia coronarica

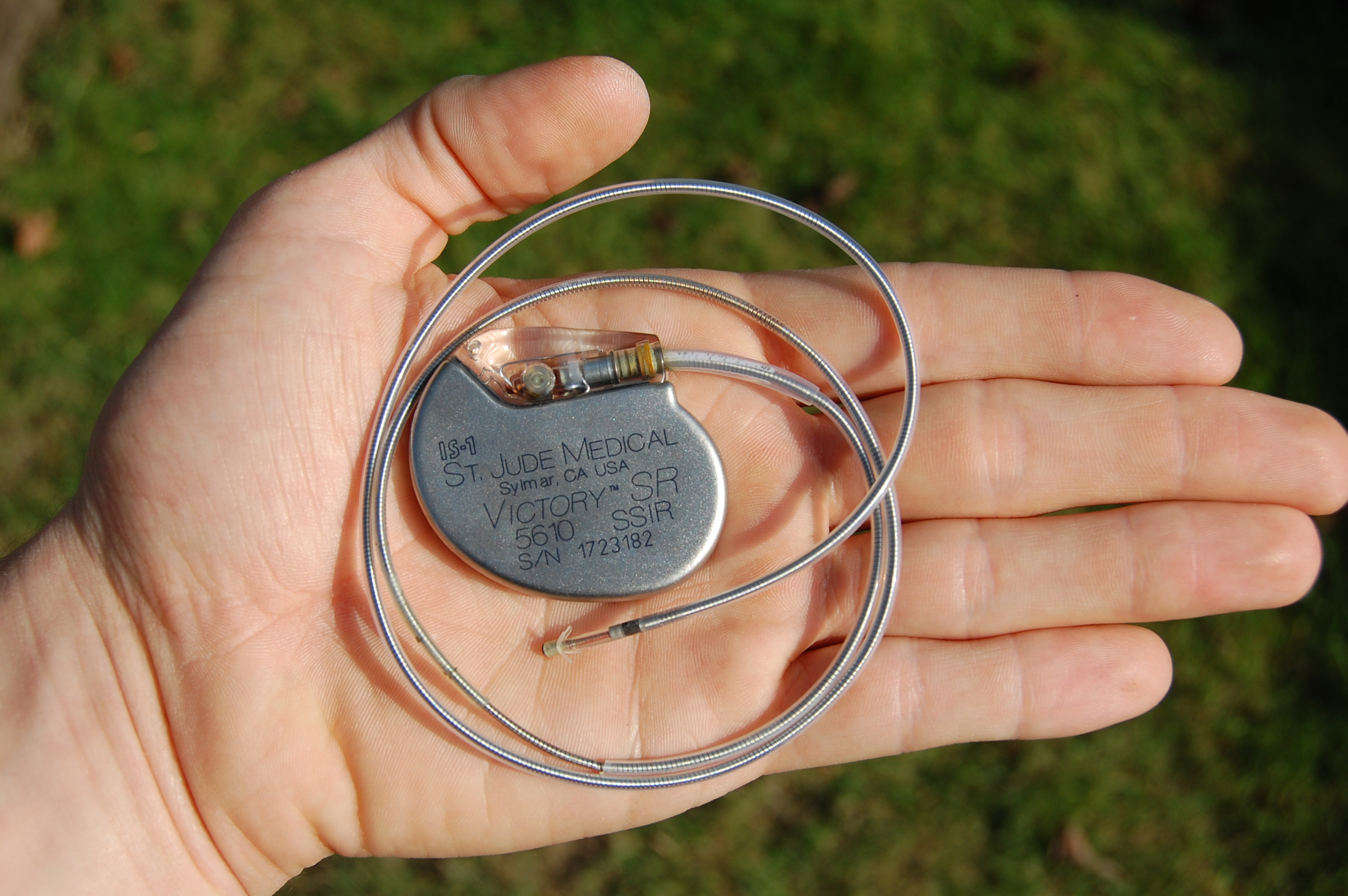
Pacemaker

- Angioplastica coronarica per cutanea transluminale
- Impianto chirurgico di bypass aorto-coronarico
- Metodiche elettrofisiologiche
- Pacemaker
- Dispositivi antiaritmici
- Defibrillatore automatico impiantabile

## Sindromi cliniche
La definizione della parola sindrome la si ritrova in un famoso dizionario dove viene definita come “un aggregato di sintomi e segni associati con un unico processo morboso che costituiscono insieme il disegno della malattia”. In campo cardiologico vi si possono enumerare diverse manifestazioni condotte a questa definizione:
- Sindrome cardiovocale
- Sindrome da bassa gittata cardiaca
- Sindrome da pacemaker
- Sindrome da prolasso valvolare mitralico
- Sindrome da sospensione
- Sindrome del QT breve
- Sindrome di Brugada
- Sindrome di Heyde
- Sindrome di Holt-Oram
- Sindrome di Lev-Lenègre
- Sindrome di Loeffler
- Sindrome metabolica
- Sindrome neurocardiaca

Diversa dalle altre è la sindrome metabolica, perché eccede il comune senso di sindrome, essendoci diversi fattori che la delineano, tutti trattabili allo stesso modo.

## Farmaci
I farmaci più utilizzati in cardiologia sono quelli antiaritmici, che si suddividono in diverse fasce:
- Stabilizzanti di membrana, sudditi a loro volta per il loro potenziale
- Betabloccanti, sono utilizzati nella profilassi per l'infarto miocardico acuto, la cui efficacia è stata dimostrata in ambito medico con delle ricerche.[45][46] Le persone che ricadono in un nuovo episodio di infarto sotto la cura di tali farmaci hanno una probabilità maggiore di sopravvivenza, mentre per gli ipertesi costituiscono una categoria di farmaci importante.[47] La sospensione di tali farmaci deve essere graduale, altrimenti si possono avere dei effetti negativi sull'organismo.[48]
- Allungamento del potenziale d'azione, con azione sulla pompa potassica
- Calcio antagonisti, che impediscono l'ingresso dei calcio-ioni all'interno della cellula miocardica non permettono il crearsi dei processi Ca-dipendenti.

Ecco l'elenco dettagliato di tutte le principali categorie di farmaci utilizzate e i relativi principi attivi.
| Categoria farmaco  | Principio attivo |
| ------------------ | --- |
| ACE-inibitore      | Benazepril - Captopril - Cilazapril - Delapril- Enalapril - Fosinopril - Lisinopril - Moexipril - Perindopril - Quinapril - Ramipril - Spirapril - Trandolapril - Zofenopril                                                                        |
| Antiaggregante     | Abciximab - Acido acetilsalicilico - Clopidogrel - Dipiridamolo- Eptifibatide - Indobufene - Sulfinpirazone - Ticlopidina - Tirofiban- Prasugrel |
| Antiaritmico       | Adenosina - Amiodarone - Dronedarone - Bunaftina - Chinidina- Disopiramide - Flecainide - Mexiletina - Procainamide - Propafenone - Lidocaina |
| Betabloccante      | Acebutololo - Atenololo - Betaxololo - Bisoprololo- Carvedilolo - Celiprololo - Esmololo - Indenololo - Labetalolo - Metoprololo - Nadololo - Nebivololo - Pindololo - Propranololo - Sotalolo - Timololo                                           |
| Calcio antagonisti | Amlodipina - Barnidipina - Diltiazem - Felodipina- Gallopamil - Isradipina - Lacidipina - Lercanidipina - Manidipina - Nicardipina - Nifedipina - Nisoldipina - Nitrendipina - Verapamil                                                            |
| Digitalici         | Digitossina - digossina |
| Diuretico          | Acido etacrinico - Bendroflumetiazide - Bumetanide - Canrenoato di potassio - Ciclopentiazide - Clortalidone - Etozolina- Fenquizone - Furosemide - Idroclorotiazide - Indapamide - Mannitolo - Piretanide - Spironolattone - Torasemide - Xipamide |
| Nitrato            | Isosorbide dinitrato - Isosorbide mononitrato - Nitroglicerina - Pentaeritrile tetranitrato- Tenitramina |
| Sartano            | Candesartan - Eprosartan - Irbesartan - Losartan- Olmesartan - Telmisartan - Valsartan |
| Statina            | Atorvastatina - Cerivastatina - Fluvastatina - Lovastatina- Mevastatina - Pitavastatina - Pravastatina - Rosuvastatina - Simvastatina |
| Vasodilatatore     | Bosentan - Diazossido - Idralazina - Iloprost- Minoxidil –Nitroprussiato di sodio -Sildenafil |

## Reparto di cardiologia
Il reparto di cardiologia lo si trova in quasi tutti gli ospedali di importanza almeno regionale ed è costituito da:
- Servizio di cardiologia, il reparto base, dove si presta servizio ambulatoriale e gestiscono i ricoverati altri reparti.
- Cardiologia di degenza, dove vengono ricoverati i pazienti meno gravi.
- Unità terapia intensiva coronarica (UTIC), il reparto intensivo specializzato di cardiologia.
- Sala emodinamica, ambiente sterile dove vengono effettuati determinati esami quali la coronarografia e l'angioplastica.
- Sala dell'elettrofisiologia, ambiente sterile dove vengono effettuati determinati interventi come ablazioni e impianti di pacemaker.

## Riviste di cardiologia
Esistono numerose riviste di importanza cardiologica. Quasi tutte utilizzano l'inglese, la lingua ufficiale in medicina, qualunque ricercatore volesse pubblicare le proprie ricerche, deve utilizzare tale lingua affinché successivamente possa essere approvata da un gruppo di specialisti e pubblicata.
Fra esse ricordiamo le più prestigiose:
- Circulation
- Journal of the American College of Cardiology
- American Journal of Cardiology
- American Heart Journal
- International Journal of Cardiology
- European Heart Journal (Journal of the European Society of Cardiology)
- Heart (già British Heart Journal)
- Journal of cardiovascular medicine (già Italian Heart Journal)
- Europace
- Pacing and Clinical Electrophysiology (PACE)

In lingua tedesca esiste 
- Herz

In lingua francese esistono:
- Les Annales de cardiologie;
- Les Archives des Maladies du Cœur.
- la Lettre du cardiologue

In lingua italiana ritroviamo:
- Giornale Italiano di Cardiologia
- Giornale Italiano di Ecografia Cardiovascolare
- Giornale Italiano di Aritmologia e Cardiostimolazione

### Testi generici sulla cardiologia
- Joseph C. Segen, Concise Dictionary of Modern Medicine, New York, McGraw-Hill, 2006, ISBN 978-88-386-3917-3.
- Harrison, Principi di Medicina Interna (il manuale - 16ª edizione), New York - Milano, McGraw-Hill, 2006, ISBN 88-386-2459-3.

### Testi specifici sulle patologie cardiache
- Hurst, Il Cuore (il manuale - 11ª edizione), Milano, McGraw-Hill, 2006, ISBN 978-88-386-2388-2.
- Eugene Braunwald, Malattie del cuore (7ª edizione), Milano, Elsevier Masson, 2007, ISBN 978-88-214-2987-3.
- Aldo Zangara, Terapia medica ragionata delle malattie del cuore e dei vasi, Padova, Piccin, 2000, ISBN 88-299-1501-7.
- Michael H Crawford, Diagnosi e terapia in cardiologia, Milano, McGraw-Hill, 2006, ISBN 88-386-3915-9.
- Daniele Bracchetti, Guadagna RF, Calmieri M, Le aritmie cardiache clinica, terapia medica e invasiva terza edizione, Padova, Piccin, 1999, ISBN 88-299-1378-2.
- Angelo Selicorni, Colli, A.M., Menni F., Brambillasca F, D’Arrigo S., Pantaloni C., Il cardiologo e le malattie rare, Vicenza, Hippocrates, 2007, ISBN 978-88-89297-24-7.

### Testi specifici sugli esami cardiologici
- Claudio Rabbia, Matricardi Luigi, Eco-Color-Doppler-Vascolare (III edizione), Torino, Minerva medica, 2006, ISBN 88-7711-473-8.
- Gianni Slavich, Distante A. Iliceto S., Ecocardiografia clinica, Padova, Piccin, 1989, ISBN 88-299-0757-X.
- Marcello Costantini, L'elettrocardiogramma dalle basi fisiologiche alla facile interpretazione, Milano, McGraw-Hill, 2006, ISBN 978-88-386-1669-3.

### Testi specifici sui farmaci
- Joel Hardman, Limbird Lee E., Molinoff Perry B, Ruddon, Raymond W., Goodman Gilman Alfred, Le basi farmacologiche della terapia(9ª edizione), Milano, McGraw-Hill, 1997, ISBN 88-386-2072-5.
- Lionel H. Opie, Gersh Bernard J., Farmaci per il cuore, 8ª ed., Milano, Edra, 2014, ISBN 978-8821437687.

### Testi generici sulla storia della cardiologia
- Mirko D Grmek, Storia del pensiero medico occidentale, Milano, LaTerza, 2007, ISBN 978-88-420-8403-7.